# Kanumarathon-Weltmeisterschaften 2015
Die 23. Kanumarathon-Weltmeisterschaften fanden vom 11. bis 13. September 2015 im ungarischen Győr statt. Der austragende Verband war die ICF.
Die Länge der Strecke betrug je nach Wettbewerb 18,3 km, 26,1 km oder 30 km.
Es wurden vier Wettbewerbe für Männer und drei Wettbewerbe für Frauen ausgetragen.

## Medaillengewinner

### Herren

#### Canadier
| Disziplin | Gold                           | Zeit      | Silber                          | Zeit      | Bronze                                            | Zeit      |
| --------- | ------------------------------ | --------- | ------------------------------- | --------- | ------------------------------------------------- | --------- |
| C1        | Ungarn Marton Köver            | 2:03:36 h | Spanien Manuel Antonio Campos   | 2:03:49 h | Portugal Nuno Barros                              | 2:06:20 h |
| C2        | Ungarn Marton Köver Adam Docze | 1:53:48 h | Spanien Oscar Grana Ramón Ferro | 1:58:08 h | Spanien Manuel Antonio Campos José Manuel Sanchez | 1:58:10 h |

#### Kajak
| Disziplin | Gold                             | Zeit      | Silber                               | Zeit      | Bronze                                 | Zeit      |
| --------- | -------------------------------- | --------- | ------------------------------------ | --------- | -------------------------------------- | --------- |
| K1        | Südafrika Hank Mcgregor          | 2:02:06 h | Ungarn Adrián Boros                  | 2:02:07 h | Spanien Iván Alonso                    | 2:02:08 h |
| K2        | Ungarn Adrián Boros László Solti | 1:54:07 h | Südafrika Hank Mcgregor Jasper Mocke | 1:54:08 h | Spanien Walter Bouzan Álvaro Fernández | 1:54:36 h |

### Damen

#### Canadier
| Disziplin | Gold                   | Zeit          | Silber               | Zeit          | Bronze                      | Zeit          |
| --------- | ---------------------- | ------------- | -------------------- | ------------- | --------------------------- | ------------- |
| C1        | Ungarn Zsanett Lakatos | 1:40:37,926 h | Ungarn Kincső Takács | 1:45:27,821 h | Frankreich Marine Sansinena | 1:47:01,753 h |

#### Kajak
| Disziplin | Gold                              | Zeit      | Silber                                   | Zeit      | Bronze                              | Zeit      |
| --------- | --------------------------------- | --------- | ---------------------------------------- | --------- | ----------------------------------- | --------- |
| K1        | Tschechien Anna Koziskova         | 1:56:28 h | Ungarn Renáta Csay                       | 1:58:27 h | Serbien Kristina Bedec              | 1:59:21 h |
| K2        | Ungarn Renáta Csay Alexandra Bara | 1:50:43 h | Tschechien Anna Koziskova Lenka Hrochova | 1:51:41 h | Italien Stefania Cicali Ana Alberti | 1:52:09 h |

## Medaillenspiegel
| Rang   | Nation     | Gold | Silber | Bronze | Gesamt |
| ------ | ---------- | ---- | ------ | ------ | ------ |
| 1      | Ungarn     | 5    | 3      | 0      | 8      |
| 2      | Südafrika  | 1    | 1      | 0      | 2      |
| 2      | Tschechien | 1    | 1      | 0      | 2      |
| 4      | Spanien    | 0    | 2      | 3      | 5      |
| 5      | Frankreich | 0    | 0      | 1      | 1      |
| 5      | Italien    | 0    | 0      | 1      | 1      |
| 5      | Portugal   | 0    | 0      | 1      | 1      |
| 5      | Serbien    | 0    | 0      | 1      | 1      |
| Gesamt | Gesamt     | 7    | 7      | 7      | 21     |